# Sea Change
Sea Change er det 5. Beck album, som blev udgivet d. 24. September 2002. Albummet er produceret af Nigel Godrich (Radiohead, Travis, Gnarls Barkley, m.m.) som også har producer for Becks album Mutations og The Information.

## Trackliste
Alle sange er skrevet af Beck.
1. "The Golden Age" – 4:35
2. "Paper Tiger" – 4:36
3. "Guess I'm Doing Fine" – 4:49
4. "Lonesome Tears" – 5:38
5. "Lost Cause" – 3:47
6. "End of The Day" – 5:03
7. "It's All in Your Mind" – 3:06
8. "Round the Bend" – 5:15
9. "Already Dead" – 2:59
10. "Sunday Sun" – 4:45
11. "Little One" – 4:27
12. "Side of the Road" – 3:23